# Orp-Jauche
Orp-Jauche (néerlandais: Adorp-Geten, en wallon Oû-Djåce) est une commune francophone de Belgique située en Région wallonne dans la province du Brabant wallon.

## Toponymie

### Situation géographique
Sise aux conﬁns orientaux de la Province du Brabant wallon, la commune d'Orp-Jauche est limitrophe des entités d'Hélécine au nord, de Jodoigne et de Ramillies à l'ouest et au sud-ouest, d'Éghezée (province de Namur) au sud ainsi que de Hannut et de Lincent (toutes deux de la province de Liège) au sud-est et à l'est. Localisée, au hameau de Libertange près, au sud de l'autoroute E40, pratiquement à mi-chemin (50 km) entre Bruxelles et Liège, l'entité qui appartient au canton de Jodoigne est à 30 km de Wavre, le chef-lieu de sa province, et à 59 km de Nivelles, siège de l'arrondissement administratif et judiciaire dont elle relève.

#### Sections de la commune
| # | Nom                    | Superf. (km²) | Habitants (2020) | Habitants par km² | Code INS |
| - | ---------------------- | ------------- | ---------------- | ----------------- | -------- |
| 1 | Orp-le-Grand           | 9,45          | 2.499            | 264               | 25120A   |
| 2 | Jandrain-Jandrenouille | 11,60         | 1.208            | 104               | 25120B   |
| 3 | Jauche                 | 10,34         | 1.844            | 178               | 25120C   |
| 4 | Folx-les-Caves         | 4,02          | 766              | 191               | 25120D   |
| 5 | Énines                 | 0,77          | 662              | 857               | 25120E   |
| 6 | Marilles               | 7,08          | 962              | 136               | 25120F   |
| 7 | Noduwez                | 7,53          | 1.039            | 138               | 25120G   |

##### Autres villages et hameaux
- Orp-le-Petit et Maret en Orp-le-Grand
- Nodrenge  en Marilles
- Libertange en Noduwez

#### Communes limitrophes
|                    | Hélécine            |                |
| Jodoigne Ramillies | Orp-Jauche          | Lincent Hannut |
|                    | Éghezée - Wasseiges |                |

### Territoire
Blottie au creux des vallées de la Petite Gette et de ses affluents ou accrochée aux faibles coteaux qui dominent le lit de ces rivières, l'entité d'Orp-Jauche est née le 1er janvier 1977 de la fusion des anciennes communes de Enines, Folx-les-Caves, Jandrain-Jandrenouille, Jauche, Marilles et son hameau de Nodrenge, Noduwez et son hameau de Libertange, Orp-le-Grand et ses deux hameaux d'Orp-le-Petit et de Maret.
Il est à noter que les communes de Jauche, Enines et Folx-les-Caves avaient déjà uni leur destin le 1er janvier 1971 dans le cadre des premières fusions volontaires. L'entité aux onze clochers, la commune compte en effet onze églises, couvre une superficie de 5 050 hectares sillonnée par 250 km de voiries.
L'agriculture et l'élevage occupent 85 % du territoire dans des exploitations dont la taille moyenne est de +/- 45 hectares, mais aussi dans quelques grosses exploitations de 200, 300 voire 400 hectares ou plus.

## Démographie

### Démographie: Commune fusionnée
En tenant compte des anciennes communes entraînées dans la fusion de communes de 1977, on peut dresser l'évolution suivante :
Les chiffres des années 1831 à 1970 tiennent compte des chiffres des anciennes communes fusionnées.
- Source: DGS , de 1831 à 1981=recensements population; à partir de 1990 = nombre d'habitants chaque 1 janvier[2]

### Population
Au 1 janvier 2020, Orp-Jauche comptait 8 981 habitants dont plus de la moitié est concentrée dans les deux villages au passé industriel : Jauche et Orp-le-Grand. La population est en hausse constante depuis 1989, beaucoup de nouveaux habitants s'étant laissés séduire par les charmes de la commune.
Outre les agriculteurs, la population active actuelle d'Orp-Jauche comprend, pour l'essentiel, des professions libérales, des commerçants et un bon nombre d'employés ou d'ouvriers, pour la plupart navetteurs au quotidien vers Bruxelles, Liège ou Namur.

## Héraldique
|  | La commune possède des armoiries qui lui ont été octroyées le 28 mars 1997. Le lion et les étoiles proviennent du sceau de l'ancienne commune d'Orp-le-Grand de 1375. La barre est celle des anciennes armoiries de Jauche. Cette ancienne commune s'était vu octroyer des armoiries le 15 septembre 1819, augmentées le 4 juillet 1955. Blasonnement : Parti, I. d'azur au lion d'or accompagné de trois étoiles à six rais du même, II. de gueules à la fasce d'or. Source du blasonnement : Heraldy of the World. |

## Politique et administration

### Conseil et collège communal 2024-2030
| Collège communal   |                         |                      |
| ------------------ | ----------------------- | -------------------- |
| Bourgmestre        | Hugues Ghenne           | Union Politique      |
| 1er Échevin        | Alain Ovart             | PS - Union Politique |
| 2e Échevin         | Didier Houart           | Union Politique      |
| 3e Échevine        | Marie-Christine Robeyns | Union Politique      |
| 4e Échevine        | Agathe Destat           | Union Politique      |
| Présidente du CPAS | Maud Stordeur           | Union Politique      |

## Particularités
Riche d’un passé industriel important, la vallée de la Petite Gette à Orp-Jauche est marquée par un patrimoine bien spécifique à cette époque, qui s’articule le long de l’ancienne ligne de chemin de fer sillonnant l’entité. 

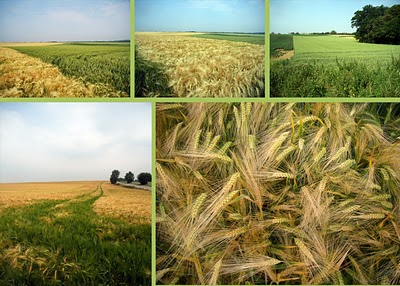
Vues de champs

Mais l’activité agricole a toujours été bien présente au cœur de ces villages, illustrée par de nombreuses fermes carrées, fermettes, ainsi que de nombreux moulins.
Si Orp-Jauche a connu, dans la seconde moitié du XIXe siècle et les premières années du XXe siècle, un important essor économique, industriel et commercial, favorisé par l'ouverture en 1865 de la voie ferrée Tamines-Landen, la disparition progressive dans les cinquante dernières années de son tissu industriel a rendu à la commune son caractère d'antan essentiellement rural. Située dans la partie occidentale de la Hesbaye, l'entité étale à perte de vue, le brun, le vert ou le doré de ses riches terres limoneuses que coupe çà et là un chemin creux et d'où émergent quelques rares boqueteaux.
Elle offre à son visiteur, outre un patrimoine archéologique et architectural de qualité, de remarquables points de vue sur un paysage champêtre et bucolique où les férus d'art et les amoureux inconditionnels de la nature trouveront une source inépuisable d'émerveillement.

 
Le patrimoine religieux n’est pas en reste avec quelques édifices classés comme les églises Saint-Pierre de Jandrain, Saint-Martin de Marilles et la remarquable église Saint-Martin et Sainte-Adèle d’Orp-le-Grand, considérée comme une des illustrations majeures de l’architecture romane mosane. Selon une légende locale Alpaïde, arrière grand-mère de Charlemagne, serait enterrée dans la crypte de l'église Saint-Martin.

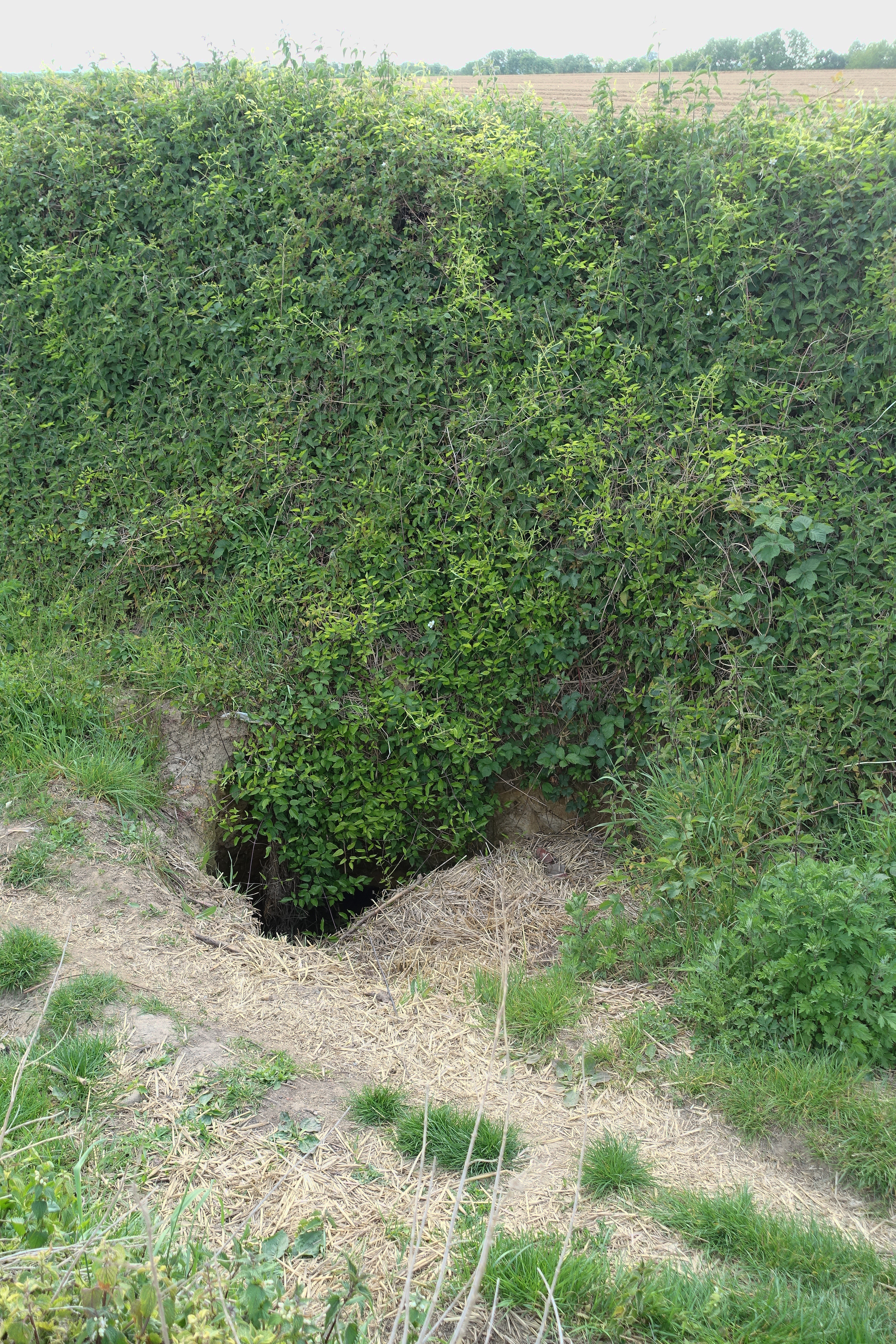
Puits d'effondrement en 2016 relève une mine souterraine de silex près de Orp-le-Petit. Le site se trouve à 700m des mines néolithiques de Jandrain-Jandrouille fouillé en 1969.

Orp-Jauche doit également sa renommée à son musée du Corps de Cavalerie français 1940 à Jandrain qui propose des souvenirs des combats des premiers jours de la deuxième guerre mondiale à travers de nombreux documents, photos, cartes, équipements…
Le musée archéologique autrefois situé à Orp-le-Grand entre 1982 et 2013 est actuellement situé au Domaine Provincial d'Hélécine.
La visite de l’entité ne peut être complète sans faire halte au cœur des vastes galeries des Grottes de Folx-les-Caves, site unique en Brabant wallon, ayant autrefois servi de champignonnière. Ce véritable labyrinthe creusé par l’homme couvre plusieurs hectares. Ce passé est d’ailleurs pérennisé par la confrérie des champignons de Folx-les-Caves.
Et puis, au cœur des bourgs de Jauche et d’Orp-le-Grand, le ravitaillement gastronomique pourra se faire au sein d’un des quelques restaurants, snacks, estaminets et boucherie-traiteur du village, sans oublier le fameux boudin vert d’Orp-le-Petit ou la bière de la brasserie de Jandrain.

Voir aussi la liste du patrimoine immobilier classé d'Orp-Jauche.

## Sources
- Office du Tourisme d'Orp-Jauche: http://www.orp-jauche.be/loisirs/tourisme/loffice-du-tourisme
- Administration Communale d'Orp-Jauche: http://www.orp-jauche.be
- G.A.L., Culturalité en Hesbaye Brabançonne: http://www.hesbayebrabanconne.be/
- Agence de Développement Local d'Orp-Jauche et Lincent: http://adl-orp-lincent.blogspot.com/
- À la découverte d'Orp-Jauche et d'Hélécine, Roger Delooz.
- Site du Service Public Fédéral Intérieur: http://www.ibz.rrn.fgov.be/fr/